# Кантемир
Кантемир је град и седиште Кантемирског рејона, у Молдавији. Носи име Димитрије Кантемир и налази се у Буџаку.